# Dublin
Dublin (irsk: Baile Átha Cliath) er Irlands største by og republikken Irlands hovedstad efter landets uafhængighed i 1922. Dublin ligger gennemsnitligt 20 m over havet på Irlands østkyst ved mundingen af floden Liffey.
Byen er grundlagt som et vikingebosted og har været den vigtigste by i Irland siden middelalderen. I dag er den det økonomiske, administrative og kulturelle centrum med 592.713(2022) indbyggere inden for bygrænsen. Dublins metropolområde har 1.347.359 indbyggere. Greater Dublin Area er på størrelse med Sjælland og har over 1,9 millioner indbyggere (folketælling 2016).
Navnet Dublin er formentlig af anglo-irsk oprindelse efter Dubh Linn, sammensat af det irske ord dubh = "sort" (farve) og linn = "pool" eller "bassin" ("det sorte bredning" eller blackpool ved floden Liffey). Det er ikke af skandinavisk eller nordisk oprindelse, da ordet Dublin allerede eksisterede ved vikingernes ankomst.
Det irske navn Baile Átha Cliath betyder "byen omkring vadestedet ved vidjerne".

## Byen og dens befolkning
Den indre by har sin struktur af Liffey med dens mange broer og hovedgaderne O'Connell Street–Grafton Street–Harcourt Street. Her ligger de fleste stormagasiner og Trinity College med sit berømte bibliotek og byparken St Stephen's Green. Gaderne i georgianske stil ligger især i området omkring Merrion Square i den sydøstlige del af centrum i nærheden af Nationalgaleriet og ved regeringssædet Leinster House. Området er omkranset af North Circular Road og South Circular Road. Uden for ligger boligkvartererne, hvoraf mange stadig er præget af en ensartet stil: det klassiske arbejderkvarter Cabra består af lange rækker af små murstenshuse, Marino er et eksempel på et arkitekttegnet mellemklassekvarter, mens der i Beaumont overvejende er dobbelthuse.
Byens nye vartegn i O’Connell Street er Spire of Dublin fra 2003. Det er en 120 meter høj og fra 3 meter til 15 centimeter bred søjle af rustfri stål. De fleste af de georgianske huse er nu fredet. Også fornyelsen af af bydelen Temple Bar, Dublins sidste bevarede kvarter fra middelalderen, begyndte den gang. I slutningen af 1980'erne blev Grafton Street og Henry Street til gågader.
Den egentlige forvandling af Dublin begyndte i slutningen af 1990'erne. Mange bygninger og pladser blev renoveret – særlig ved bygning af lejlighedskomplekser og kontorhuse som det en kilometer lange finanskvarter (International Financial Services Centre – IFSC) ved North-Quays.

## Historie
Første gang, der omtales beboelse på stedet, er ca. 140, da geografen Klaudios Ptolemaios skrev om bebyggelsen under navnet Eblana og indtegnede den på sit kort. Bebyggelsen kan være opstået allerede i det 1. århundrede f.Kr. St. Patrick antages at have besøgt landet omkring 448, hvor han omvendte mange af indbyggerne til kristendommen. I løbet af de næste fire århundreder voksede bosættelserne sig stadig større.
Byen Dublin blev grundlagt år 841 af vikinger fra Norden i kraft af bl.a. de befæstninger vikingerne anlagde. Byen var herefter sæde for nordiske konger til 1171, da normannerne erobrede byen. De byggede borgen Dublin Castle, som i 700 år var et symbol for det engelske styre af Irland. Fra det 14. til et godt stykke ind i det 16. århundrede udgjorde Dublin og området omkring, der var kendt som the Pale, det største område i Irland, der var under regeringens kontrol. Parlamentet befandt sig i Drogheda i flere århundreder, men fra 1504 flyttede det permanent til Dublin i forbindelse med Henrik 7.'s nedkæmpelse af County Kildare.
Byen havde fra Middelalderen lokalt styre, der repræsenterede byens lav, og magten tilhørte eliten. Dette oligarki blev først lempet i 1840'erne, hvor styret blev mere demokratisk.
Fra det 17. århundrede voksede byen hastigt, da bystyret nedsatte en kommission til planlægning af veje, broer og bygninger mm. I begyndelsen af det 18. århundrede var byen kortvarigt den næststørste i det britiske imperium efter London. Dublins mest interessante arkitektur stammer fra denne tid, og Guinness-bryggeriet blev grundlagt i 1759. Det 19. århundrede blev en nedgangsperiode. Det skyldtes kartoffelpesten, der fik store dele af landbefolkningen til at flytte til Dublin, hvor den boede under kummerlige forhold og gjorde store dele af byen til slumkvarterer. Samtidigt voksede Belfasts industri, og Belfast havde omkring 1900 dobbelt så mange indbyggere som Dublin og var langt mere velstående. Beskrivelser af Dublins situation på den tid findes hos James Plunkett og Sean O'Casey. Dublin var stadig centrum for administration og transportknudepunkt for det meste af Irland, men den industrielle revolution indfandt sig aldrig for alvor.
I slutningen af det 19. århundrede blev Dublin centrum for den irske nationalisme, som kulminerede i Påskeoprøret (1916), der fandt sted i midtbyen og medførte omfattende ødelæggelser. Den irske uafhængighedskrig og den irske borgerkrig medførte yderligere ødelæggelser, og mange fine bygninger blev ødelagt. Fra 1922 blev Dublin hovedstad i Irland, og Den irske fristat genopbyggede mange af bygningerne og flyttede parlamentet til Leinster House. Fra 2. verdenskrig til 1960'erne forblev Dublin en umoderne hovedstad, og især byens centrum forblev uændret. Som en sidegevinst herved blev byen interessant som baggrund for optagelse af historiske film som For mod og tapperhed (fra 1. verdenskrig) og Min venstre fod (fra 1930'erne og frem). Det fik senere betydning for en selvstændig irsk filmproduktion.
I 2003 gennemførte BBC en europæisk undersøgelse blandt beboere i storbyer og byområder, og her kom Dublin ind som den bedste hovedstad at bo i.

## Politik

### Bystyre
Byen styres af Dublin City Council (Dublin Byråd, tidligere kaldet Dublin Corporation) med byens borgmester i spidsen. Borgmesteren residerer i Mansion House og vælges for et år ad gangen. Dublin City Council holder sine møder i Dublin City Hall (tidligere Royal Exchange); bygningen er brugt hertil siden 1850'erne. Administrationen har i stor udstrækning hjemme i Civic Offices på Wood Quay.
Byrådet består af 52 medlemmer, der vælges hvert femte år. Det parti, der har flest medlemmer, vælger udvalgsformændene og rådets arbejdsmetoder. Borgmesteren vælges årligt. Under forsæde af borgmesteren vedtager byrådet et årligt budget, der omfatter boliger, trafik, renovation, spildevand, byplanlægning osv. Byens administrative chef er ansvarlig for, at byrådets beslutninger føres ud i livet.
Efter lokalvalget i 2004 var fordelingen mellem partierne:
- Labour 15 pladser
- Fianna Fáil 12 pladser
- Fine Gael 10 pladser
- Sinn Féin 10 pladser
- De grønne 1 plads
- Progressive Democrats 1 plads
- Uafhængige 3 pladser

Labour, Fine Gael og De grønne gik sammen med halvdelen af pladserne og enedes om en fælles politik samt valg af borgmesteren. Imidlertid ekskluderede Fine Gael et af sine medlemmer, hvorpå en af de uafhængige fik borgmesterposten i 2006.

### Nationalpolitik
Irlands parlament, Oireachtas, omfatter Irlands præsident samt de to kamre, Dáil Éireann (Deputeretkammer) og Seanad Éireann (Senatet). Alle tre har hjemme i Dublin. Præsidentens embedsbolig er Áras an Uachtaráin beliggende i byens største park, Phoenix Park. Boligen var tidligere residens for guvernørgeneralen i Den Irske Fristat. De to kamre mødes i Leinster House, der har været anvendt til formålet siden dannelsen af fristaten i 1922.
Regeringen har til huse i Government Buildings en stor bygning, der er skabt af Sir Aston Webb, der også skabte den edwardianske facade på Buckingham Palace. I 1921 mødtes House of Commons for Sydirland i bygningen, og da Den Irske Fristat blev en realitet, gjorde regeringen Government Buildings ved siden af Leinster House til midlertidigt hjemsted for nogle ministerier. Efter nogen tid blev begge bygninger permanente regerings- og parlamentsbygninger.

## Geografi

### Klima
Dublin ligger i en tempereret klimazone med milde vintre, kølige somre og uden store temperaturudsving. Byen har et tørt klima med kun lidt mere end den halve nedbørsmængde i det vestlige Irland. Dublin har færre regndage end London. De gennemsnitlige højeste temperaturer i januar ligger på 8 °C, mens det tilsvarende tal for juli er 20 °C. De mest solrige måneder er maj og juni, mens de vådeste er december og august med gennemsnitligt 74 mm nedbør, og den tørreste måned er april med 45 mm. Den gennemsnitlige årlige nedbørsmængde er på 762 mm. Dublin ligger på den 53. nordlige breddegrad er har lange sommerdage med 19 timers dagslys ved midsommer samt korte vinterdage med ni timers dagslys ved juletid.
Dublin og resten af Irland bliver ramt af få naturkatastrofer. Storme fra Atlanterhavet kan påvirke Dublin, men med byens placering på øens østkyst rammer de ikke så hårdt. Kraftig vind forekommer mest i oktober-februar. Den 24. december 1997 blev der målt en vindhastighed på 151 km/t.
Nedbør forekommer selv om vinteren hovedsageligt som regn. Der kan forekomme snebyger mellem november og april, men snedække forekommer sjældent (gennemsnitligt blot 4,5 dag om året). Hagl ses oftere end sne, som regel om vinteren og i foråret. Torden og lyn opleves kun sjældent, og da oftest om sommeren.
| Måned              | Jan   | Feb   | Mar   | Apr   | Maj   | Jun   | Jul   | Aug   | Sep   | Okt   | Nov   | Dec   | År 2005-2006 |
| ------------------ | ----- | ----- | ----- | ----- | ----- | ----- | ----- | ----- | ----- | ----- | ----- | ----- | ------------ |
| Gennemsnitlig max. | 8°C   | 8°C   | 10°C  | 13°C  | 15°C  | 18°C  | 20°C  | 19°C  | 17°C  | 14°C  | 10°C  | 8°C   | 13°          |
| Gennemsnitlig min. | 1°C   | 2°C   | 3°C   | 4°C   | 6°C   | 9°C   | 11°C  | 11°C  | 9°C   | 6°C   | 4°C   | 3°C   | 6°C          |
| Samlet nedbør      | 67 mm | 55 mm | 51 mm | 45 mm | 60 mm | 57 mm | 70 mm | 74 mm | 72 mm | 70 mm | 67 mm | 74 mm | 762 mm       |

## Biologi
I Dublin findes der en stor biodiversitet, som bystyret er opmærksom på at beskytte. Det har valgt at fokusere på en række arter, der i særlig grad skal beskyttes. Det drejer sig om:
- rødt egern
- odder
- flagermus
- laks og ørred
- isfugl
- visse hvirvelløse dyr
- hække og bytræer
- truede plantearter
- vådområder og braklagte græsområder.

De vigtigste naturområder i Dublin er North Bull Islands og den nordlige og sydlige Dublinbugt. Disse områder huser mange sjældne fugle, og de er en del af det irske og europæiske netværk af beskyttede områder, der skal sikre biodiversitet. Ud over dem er der også flere vandløb, der løber gennem byen, som er vigtige levesteder for bl.a. oddere, laks og flagermus.
Nogle af de største grønne områder er private haver, som udgår op imod 25 % af Dublins areal. På grund af størrelsen er disse områder nøgleområder til at sikre biodiversiteten i byen. Bystyret opfordrer de enkelte borgere til at sikre, at også deres haver er med til at understøtte den overordnede strategi.

## Demografi
Inden for bygrænen bor der ca. 500.000 indbyggere. Dublin City administreres af Dublin City Council og er på nogenlunde samme administrative niveau som landets grevskaber. Dublins byområde omfatter forstadsområder, som strækker sig ind i de omkransende grevskaber Dun Laoghaire-Rathdown, Fingal og South Dublin. Sammen med Dublin City udgør disse County Dublin.
| Område      | Indbyggertal 28. april 2002 | Indbyggertal 23. april 2006 |
| ----------- | --------------------------- | --------------------------- |
| Dublin City | 495.781                     | 506.211                     |
| Forstæder   | 508.833                     | 539.558                     |
| Stor-Dublin | 1.004.614                   | 1.045.769                   |

Region
Dublinregionen, Greater Dublin Area (Stor-Dublin), udgøres af byen Dublin med nærmest omgivende grevskab, samt grevskaberne Kildare, Meath og Wicklow. Hele regionen har 1.662.536 indbyggere (2006). Regionens befolkning øges fortsat, og forventes at have omkring 2,1 millioner indbyggere i 2021. I dag bor omkring 40% af befolkningen på Irland inden for en radius af 100 kilometer fra Dublin.
| By/Grevskab            | Indbyggertal 28. april 2002 | Indbyggertal 23. april 2006 |
| ---------------------- | --------------------------- | --------------------------- |
| Dublin City            | 495.781                     | 506.211                     |
| Dún Laoghaire-Rathdown | 191.792                     | 194.038                     |
| Fingal                 | 196.413                     | 239.992                     |
| South Dublin           | 238.835                     | 246.935                     |
| Kildare                | 163.944                     | 186.335                     |
| Meath                  | 134.005                     | 162.831                     |
| Wicklow                | 114.676                     | 126.194                     |
| Totalt                 | 1.535.446                   | 1.662.536                   |

Befolkningssammensætning
I en årrække var byen præget af udvandring, men siden begyndelsen af 1990'erne er denne udvikling vendt, og byen har nu en markant indvandrergruppe. Den består primært af unge og enlige. Immigranterne kommer især fra Storbritannien, Polen, Rusland og Litauen. Der er dog også betydelige ikke-europæiske grupper fra bl.a. Kina, Nigeria, Brasilien, Australien og New Zealand. 10% af Irlands befolkning er af fremmed herkomst, og Dublins andel er større end resten af landet. Fx bor 60% af Irlands asiatiske befolkning i Dublin, mens kun 40% af den samlede befolkning bor i Stordublin.
Nord og syd
Liffey har i mange år dannet en tydelig grænse mellem nord og syd: Nordsiden har været opfattet som tilhørende arbejderklassen, mens samfundets højere klasser har holdt sig på sydsiden. Opdelingen daterer sig nogle hundrede år tilbage, hvor jarlen af Kildare byggede sin residens på den upåagtede sydside. Hans argument for dette valg var, at "hvor jeg tager hen, følger moden med". Det viste sig at være rigtigt.
Denne klassebaserede opdeling er nu knap så klar. Formelt er Dublins postdistrikter opdelt, så der er ulige numre på nordsiden og lige numre på sydsiden (bortset fra Dublin 8, der ligger på begge sider af floden).

## Infrastruktur

### Veje
Dublin er centrum for Irlands vejnet. M50-motorvejen er den mest befærdede vej i landet og løber som en halv ringvej fra syd rundt mod vest og til nord for byen. Den har forbindelse til de vigtigste nationale primærruter, der forgrener sig fra hovedstaden ud til regionerne. Fra 2008 er der indført en vejafgift ved passage af den såkaldte West-Link, der består af to parallelle betonbroer, der rejser sig højt over Liffey nær landsbyen Lucan.
Der er stillet forslag om at fuldende ringvejen med en østlig passage. Første trin i dette projekt er havnetunnellen, der blev indviet i 2006, og som primært betjener den tunge trafik.
Byen har også en indre og en ydre ringvej. Den indre ringvej omkranser et område, der omtrent udgøres af den georgianske by, mens den ydre ringvej nogenlunde følger den naturlige cirkel, der dannes af Dublins to kanaler, Grand Canal og Royal Canal, suppleret med de nordlige og sydlige ringveje.

### Busser
Dublin har et stort busnetværk bestående af næsten 200 ruter, der dækker alle dele af byen og forstæderne. Størstedelen af ruterne betjenes af Dublin Bus (Bus Átha Cliath), der blev etableret i 1987, men i de senere år er flere mindre selskaber gået ind på markedet. I 2004 havde Dublin Bus 3.408 ansatte og 1.067 busser, der gennemførte over en halv million ture om dagen på hverdage. Billetprisen beregnes generelt ud fra et zonesystem og afhænger af den rejste distance. Billetsystemet dækker de fleste offentlige transportmidler, men visse ruter, især ekspresbusser, har separate systemer.

### Tog, sporvogne og metro
Der er fem toglinjer, der først og fremmest dækker Stordublin, selv om visse tog også kører til byer som Drogheda og Dundalk. En af linjerne løber langs Dublin Bugt og går under navnet Dublin Area Rapid Transit (DART).
I 2004 indviedes letvægtstoget kaldet Luas, der hurtigt blev populært. Det er dog blevet kritiseret for at mangle forbindelser mellem de to linjer. Der er planlagt fem nye Luas-linjer, der blandt andet skal råde bod på denne mangel. Den sidste af disse linjer forventes at stå klar i 2014.
I 2005 vedtog det irske parlament at gøre klar til en metro i byen. Den vil i modsætning til de øvrige kollektive trafiksystemer fungere helt uden at forstyrre anden trafik.

### Luft- og vandtransport
Dublin er Irlands transportcentrum, og Dublin Havn og Dublin Lufthavn er de travleste i landet inden for de respektive transportformer. Antallet af passagerer i lufthavnen satte i 2007 ny rekord med over 23 millioner rejsende.

### Forsyning og miljø
Vand
Der har været organiseret vandforsyning i byen siden midten af det 13. århundrede. I begyndelsen kom vandet fra floderne Poddle og Dodder, og det blev efterhånden suppleret med rørsystemer. Grand Canal blev bygget fra 1756-1804 og kunne supplere med nye vandressourcer. Gennem årene er den overvejende del af vandforsyningen kommet fra overfladevand, og det renses nu oftest; således også i Dublin. Desuden tilsættes natriumhypochlorit som desinfektionsmiddel.
Siden 1960'erne er der med væksten af byen og stigende anvendelse af vand opstået begyndende vandmangel. Indvindingsområdet er udvidet.
Elforsyning
Det irske Electricity Supply Board (ESB) blev grundlagt i 1927 og står for produktionen af størstedelen og distributionen af al elektricitet i landet og således også i hovedstaden. Det største kraftværk i landet er Poolbeg, der ligger lige syd for Dublin ud til bugten. Det har en kapacitet på 1.020 MW med olie og gas som råstoffer.
Affald
Byens affaldsmængder er med det stigende befolkningstal ligeledes stigende. I 2003 blev der produceret lidt over fem millioner tons affald, hvoraf 80% stammede fra byggeri og nedbrydning. 670.000 tons stammede fra erhvervsvirksomheder, mens 480.000 tons stammede fra private husholdninger, svarende til 1,2 tons pr. familie. For perioden 2005-2010 har myndighederne lagt vægt på at minimere mængden af affald, øge genbrug samt give private husholdninger bedre muligheder for f.eks. kompostering og affaldssortering. Det skal blandt andet også gøre det muligt at spare penge på energiproduktion, hvis kun materialer, hvis energiindhold kan udnyttes effektivt, bruges til denne produktion.
Spildevand
I Dublin er der ca. 2.500 km kloakrør, og der er ca. 50.000 vejriste. Ved udmundingen af Liffey blev i 2003 indviet af de mest avancerede teknologiske rensningsanlæg. Det har bevirket meget renere vand i Dublin Bay og floderne herved samt mulighed for at anvende et større landområde til bebyggelse. Desværre skabte anlægget store lugtproblemer, som er forbedret, og antallet af klager over lugtgener er faldet fra 125 i juni 2007 til i alt 10 i perioden januar-april 2009.

## Kultur og seværdigheder
Dublin er Irlands centrum inden for billedkunst. Trinity College udstiller den verdenskendte Book of Kells, et illumineret manuskript fremstillet af keltiske munke omkring år 800 med eksempler på veludviklede kunstneriske udfoldelser. Chester Beatty Library huser en samling af blandt andet miniaturemalerier, tegninger og manuskripter fra mange tidsaldre og hele verden samlet af den amerikanskfødte irske millionær Chester Beatty. I området omkring St. Stephen's Green, den vigtigste park i centrum, findes mange arbejder af lokale kunstnere. Af museer kan nævnes Irish Museum of Modern Art, National Gallery of Ireland og tre af fire afdelinger af National Museum of Ireland; Archaeology på Kildare Street, Decorative Arts and History på Collins Barracks og Natural History på Merrion Street.
Offentlige parker inkluderer Phoenix Park, Herbert Park, St Stephen's Green, Saint Anne's Park og Bull Island. Phoenix Park ligger omkring 40 km vest for centrum og nord for Liffey. Dens omkreds er omkring 16 km, og 707 hektar, hvilket gør det til en af de største inhegnede parker i Europa. Den har siden 1600-tallet hafte en stor besætning af hjorte. Derudover huser parken Áras an Uachtaráin, der blev opført i 1751, Dublin Zoo, Ashtown Castle og den officielle bolig for USA's ambassadør i Irland.